# Чуркин, Юрий Васильевич
 Чуркин Юрий Васильевич  (6 марта 1935 — 1998) — инженер-химик-технолог, доктор технических наук (1980), профессор (1986), лауреат премии Совета Министров СССР (1970). Член-корреспондент АН РБ (1995), заслуженный деятель науки и техники БАССР (1989).

## Биография
Чуркин Юрий Васильевич родился 6 марта 1935 года в городе Осинники.
В 1958 году он окончил Томский политехнический институт по специальности химик-технолог.
После окончания института с 1958 по 1962 годы работал на Уфимском заводе синтетического спирта инженером-технологом; с 1962 года — в НИИ нефтехимических производств: старший научный сотрудник, заведующий лабораторией, заместитель директора по научной работе.
Доктор технических наук (1980), профессор (1986).
Под руководством Чуркина была разработана технология производства изомеров креозола, ксиленолов, триметилфенолов, пиромеллитового диангидрида, организовано промышленное производство ортокреозола, 2,6-ксиленола, пиромеллитового диангидрида.
Член-корреспондент АН РБ (1995), он состоял в Отделении нефти и газа АН РБ.

## Труды
Имеет 50 авторских свидетельств на изобретения. Автор более 200 печатных работ.

## Награды
Премия Совета Министров СССР (1970).